# Воловик Михайло Якович
Михайло Якович Воловик (21 грудня 1917, Глухів, Чернігівська губернія, Українська Народна Республіка — 07 березня 1994, Уфа, Республіка Башкортостан) — російський письменник, авіаційний інженер, організатор моторобудівного виробництва. Заслужений раціоналізатор Української РСР. Член Спілки письменників СРСР. Заслужений працівник культури БАССР.

## Біографія
Михайло Якович Воловик народився 21 грудня 1917 року в місті Глухів Чернігівської губернії (нині Сумська область України). У 1932 році  після  смерті батька Михайло в 1932 році став учнем ФЗУ в м. Запоріжжя. У 1934-1935 роках він, працюючи токарем на заводі, закінчив вечірній робітфак. У 1940 році закінчив Запорізький інститут сільськогосподарського машинобудування і  був направлений працювати на Уфімський завод комбайнових моторів (що незабаром змінив назву на "Завод авіаційної промисловості СРСР", потім - Уфімський моторобудівний завод, нині - Уфімське моторобудівне виробниче об'єднання). Починав свою кар'єру майстром, у 1943-1954 роках, працював начальником цехового БТК, в 1954-1964 роках - заступником головного контролера, в 1964-1983 роках - заступником головного інженера по спецтехніці, останніми роками - старшим інженером. У 1987 році вийшов на пенсію.
Михайло Воловик дебютував в газетах "Чернігівський робітник" і "Радянська Башкирія", де в 1945 році були опубліковані його сатиричні вірші і байки. Перша збірка байок Воловика називалась "Сонце і свиня" і була видана в 1952 році. Все життя він був вірним комічерму спрямуванню у творчості.  Так були написані книги: "Карикатури з натури" (1962), "Палиці в колесах" (1964), " Нечувано" (1967), "І жартома, і серйозно" (1970), " Сміхоскоп" (1974), "Сміх на увесь цех" (1985) та ін. Михайло Якович писав вірші, казки і легенди для дітей.   Читачі запам'ятали і полюбили яскравих і самобутніх героїв Воловика -  дотепного Еренсе-сесена і хитромудрого Алдара-кусе. Вистава "Витівки Алдара" за сценарієм М. Воловика з успіхом йшов на сцені Уфімського російського драматичного театру. Значною стала частина творчості Михайла Воловика, яка пов'язана з перекладами віршів і байок башкирських і українських поетів. Вона представлена книгами: "Блакитний м'ячик" (вірші Г. А. Юнусової, переклад з башкирської, 1976); "Посмішки друзів" (М. Гафури, С. Олійник та ін., з башкирської і української, 1979); "Між нами, джигітами" тощо.
Всього написав 42 книги.
Воловик М.Я. похований в Уфі.

## Твори
1. Сонце і свиня. Байки / М. Я. Воловик; художник: А. Баранов. - Уфа, Башгосвидав, 1952. - 48 с.
2. Дзвінок. Байка / М. Я. Воловик // В книзі: Спілка радянських письменників Башкирії. - Під ред. І. В. Сотникова. - Уфа, Башгосвидав, 1955. - С. 203
3. Карикатури з натури. Байки / М. Я. Воловик; художник: А. Баранов. - Уфа, Башкнивидав, 1962. - 47 с.
4. Цикли: Карикатури з натури; У міжнародному звіринці; Вічні зерна; Палиці в колесах. Байки / М. Я. Воловик. - Уфа, Башкнивидав, 1964. - 46 с.
5. Цикли: Пні на дорозі; Байки друзів. Переклади з башкирського; Ох вже ці діти!; Нечувано. Вірші / М. Я. Воловик. - Уфа, Башкирське книжкове видавництво, 1967. - 128 с.
6. Цикли: Оптимістичні байки; Плями; Каламбури-мініатюри; Ох, вже ці діти!; Посмішки друзів; Смеховірші(Для молодшого шкільного віку)  / М. Я. Воловик; художник: А. Баранов. - Уфа, Башкирське книжкове видавництво, 1969. - 47 с.
7. І жартома, і серйозно. Сатиричні вірші / М. Я. Воловик; художник: А. Баранов. - Уфа, Башкирське книжкове видавництво, 1970.
8. Сміхоскоп. Вірші / М. Я. Воловик. - Уфа, Башкирське книжкове видавництво, 1974. - 87 с.
9. Вірші (Для молодшого шкільного віку)  / М. Я. Воловик; художник: А. Веселов. - Уфа, Башкирське книжкове видавництво, 1976. - 28 с.
10. Чарівне кільце. Казки (Для дітей дошкільного віку)  / М. Я. Воловик; художник: А. Королівський.   - Уфа, Башкирське книжкове видавництво, 1976. - 64 с.
11. Блакитний м'ячик. Вірші (Для дошкільного віку)  / Г. А. Юнусова; переклад з башкирського: М. Я. Воловик; художник: В. Соколов. - Уфа, Башкирське книжкове видавництво, 1976. - 20 с.
12. Поглядаючи на осіб. Вірші, байки, балади, казки / М. Я. Воловик; художник: А. Штабель. - Уфа, Башкирське книжкове видавництво, 1977. - 208 с.;
13. Бай і Сэсэн (за мотивами башкирських легенд. Для молодшого шкільного віку)  / М. Я. Воловик; художник: А. Веселов. - Уфа, Башкирське книжкове видавництво, 1978. - 40 с.
14. Надзвичайного... / М. Я. Воловик; дружній шарж і малюнки : А. Крилов. - Москва, Правда, 1978. - 48 с.
15. Посмішки друзів (Байки, сатира, гумор. Вірші).: М. Я. Воловик. - Уфа, Башкирське книжкове видавництво, 1979. - 223 .с
16. Оповідь про Ерэнсэ-сэсэне / М. Я. Воловик. - Уфа, 1981
17. Між нами, джигітами. Сатиричні вірші / Тимер Арслан; переклад з башкирського: М. Я. Воловик. - Уфа, Башкирське книжкове видавництво, 1981. - 79 с.
18. Не по воді вилами писане (Гумористичні оповідання і вірші башкирських авторів)  / М. Я. Воловик; художник: Б. Старчиков. - Москва, Правда, 1982. - Серія: Бібліотека " Крокодила". - 48 с.
19. Лаконізми. Сатиричні і гумористичні  вірші. Башкирське книжкове видавництво, 1982. - 96 с.
20. Ерәнсә сәсән (Ерэнсэ-сэсэн. Оповідь)  / М. Я. Воловик; переклад з російської: В. Ахмадіев.[11] - Башкирський яз. - Уфа, Башкирське книжкове видавництво, 1983. - 127 с.
21. Урал посміхається / Автори: С. Айнутдинов, В. Анищенко, С. Ашмарин, В. Богданович, С. Бурцев, В. Васильєв, Ф. Вибе, М. Воловик та ін.; переклад: С. Сафиуллин, И. Рижків. - Челябінськ, Південно-уральське книжкове видавництво, 1983
22. Ліс див (Казки і легенди у віршах. Для середнього шкільного віку)  / М. Я. Воловик; художник: В. Рудакова. - Уфа, Башкирське книжкове видавництво, 1984. - 55 с.
23. Сміх на увесь цех (Сатиричні вірші)  / М. Я. Воловик; художник: А. Штабель. - Уфа, Башкирське книжкове видавництво, 1985. - 80 с.
24. Лукавинки (Збірка)  / М. Я. Воловик; художник: Е. Милутка. - Москва, Правда, 1986. - Серія: Бібліотека " Крокодила". - 47 с.
25. Веселі мудреці (Вірші за мотивами башкирського фольклору)  / М. Я. Воловик; художники: В. Рудаков, В. Чиглинцев. - Уфа, Башкирське книжкове видавництво.- 1987.
26. Не про нас будь сказане! (Сатиричні вірші. Переклади) / М. Я. Воловик. - Уфа, Башкирське книжкове видавництво, 1988. - 93 с. - ISBN 5-295-00121-0
27. Сузір'я посмішок (Гумористичні і сатиричні вірші)   - Уфа, Башкирське книжкове видавництво, 1988. - 222 с. - ISBN 5-295-00107-5
28. І в риму, і справді (Сатира і гумор у віршах)  / М. Я. Воловик; художник: В. Ковальов. - Уфа, Башкирське книжкове видавництво, 1990. - 157 с. - ISBN 5-295-00620-4
29. Думки вголос. З гумористичних і сатиричних віршів башкирських поетів - Уфа, Башкирське книжкове видавництво, 1991. - 160 с. - ISBN 5-295-00636-0
30. Стріли сатири. Вірші / М. Я. Воловик; художник: А. Штабель. - Обнинск, Принтер, 1992. - 112 с.
31. Старовинний глибокий переказ; Азбука веселої мудрості (Вірші), в 3-х книгах / М. Я. Воловик; художник: А. Штабель. - Кн. 1. - Уфа, Слово, 1992. - 236 с. - ISBN 5-87308-033 - X
32. Азбука веселої мудрості (Вірші), в 3-х книгах / М. Я. Воловик; художник: А. Штабель. - Кн. 2. - Уфа, Слово, 1993. - 205 с. - ISBN 5-87308-034-8; Вірші / М. Я. Воловик. - Уфа, 1995. - 28 с.
33. Азбука веселої мудрості (Вірші)  / М. Я. Воловик; художник: А. Штабель. - Кн. 3. - Корпорація "б-Газ-Си", 1997. - 240 с.
34. Історія Держави Російської, або Як на Русі жити добре. Сатирична поема / М. Я. Воловик. - Москва, Видавництво будинок "БИ-ГАЗ-СИ", 1997. - 30 с.
35. Антологія поезії Башкортостана / Вірші М. Я. Воловика у збірці; укладачі: Р. Т. Бикбаев, А. Р. Юлдашбаев. - Уфа.- 2007

## Визнання
Воловик Михайло Якович нагороджений двома   орденами "Знак Пошани" (1969, 1975), медалями.
1949 - отримав звання "Заслужений раціоналізатор РРФСР"  
1993-  звання "Заслужений працівник культури РосійськоїФедерації"
1997 - звання "Заслужений працівник культури БАССР" 
1989 - звання "Почесний моторобудівник"
1992 - отримав Спеціальну премію Спілки письменників Башкортостана а книгу "Думки вголос", антологію башкирської сатиричної поезії.

## Родина
Дружина - Лідія Вікторівна Воловик (1921-2005)
Син -  Борис Михайлович Воловик (1941, Уфа), закінчив Уфімський авіаційний інститут. Фахівець в області радіоелектроніки і засобів зв'язку, заступник директора НДІ " Акорд" (Черкаси), кандидат технічних наук.  Син - Олександр Михайлович Воловик (1946, Уфа). Доктор економічних наук, професор, генеральний директор промислово-фінансової корпорації "б-Газ-Си" (Москва) 